# HMS Diomede (D92)
HMS Diomede (D92) là một tàu tuần dương hạng nhẹ thuộc lớp Danae của Hải quân Hoàng gia Anh Quốc. Quá trễ để có thể tham gia Thế Chiến I, nó đã phục vụ trong nhiều vai trò khác nhau tại nhiều nơi trước và trong Chiến tranh Thế giới thứ hai trước khi bị tháo dỡ sau chiến tranh.

## Thiết kế và chế tạo
Diomede được đặt lườn tại xưởng đóng tàu của hãng Vickers Armstrong ở Barrow-in-Furness vào ngày 3 tháng 6 năm 1918, được hạ thủy vào ngày 29 tháng 4 năm 1919, nhưng công việc chế tạo nó bị tạm ngừng. Mãi đến năm 1922, nó được cho kéo đến Portsmouth và được hoàn tất vào ngày 22 tháng 2. Giống như những chiếc thuộc nhóm thứ hai trong lớp Danae, Diomede được trang bị mũi tàu kiểu tàu đánh cá. Trước khi hoàn tất, sự phù hợp để cải biến nó thành một Du thuyền Hoàng gia (Royal Yacht) từng được đưa ra bàn luận, nhưng không đi đến kết quả.

## Lịch sử hoạt động

### Các hoạt động ban đầu
Khi được đưa vào hoạt động, Diomede gia nhập Hải đội Tuần dương nhẹ 5 thuộc China Station vào năm 1922. Đến năm 1925 nó được chuyển sang Hải đội New Zealand tại Devonport, nơi nó phục vụ cho đến năm 1935, trừ một giai đoạn tái trang bị vào năm 1929-1930. Vào năm 1931, trong thành phần một lực lượng đặc nhiệm bao gồm HMS Veronica và HMS Dunedin, nó đã trợ giúp cho thị trấn Napier, New Zealand sau khi một cơn động đất mạnh đã tàn phá thị trấn này, cung cấp nhân viên y tế, thiết bị, bảo vệ và cứu hỏa. Sau đó Diomede hộ tống cho chiếc HMS Veronica bị hư hại do mắc cạn đi đến Auckland. Vị thuyền phó của con tàu trong giai đoạn 1930-1933 là Trung tá Hải quân Victor Crutchley, vốn sau này trở thành Đô đốc và trở nên nổi tiếng tại Mặt trận Thái Bình Dương trong Chiến tranh Thế giới thứ hai.
Sau khi nhận được thông báo rằng hai tàu tuần dương thuộc Hải đội New Zealand sẽ được thay thế bằng những chiếc thuộc lớp tàu tuần dương Leander, vào năm 1935, Diomede bắt đầu cuộc hành trình quay trở về Anh Quốc để được rút về lực lượng dự bị. Đang khi trên đường đi, cuộc Khủng hoảng Abyssinia nổ ra và nó được cho chuyển hướng để gia nhập Hải đội Tuần dương nhẹ 4 trong thành phần Hạm đội Viễn Đông đặt căn cứ tại Aden phòng hờ cho việc phải hoạt động chống lại Hải quân Ý. Sau khi được chiếc HMS Achilles thay phiên vào ngày 31 tháng 3 năm 1936, nó quay về Anh và trải qua ba năm tiếp theo trong thành phần lực lượng dự bị hoặc hoạt động như một tàu chở binh lính.

### Chiến tranh Thế giới thứ hai
Với nguy cơ chiến tranh có thể nổ ra, Diomede được cho tái hoạt động. Vào ngày 3 tháng 9 năm 1939 khi Thế Chiến II bùng nổ, nó đang phục vụ cùng Hải đội Tuần dương 7 trong thành phần Hạm đội Nhà trong các nhiệm vụ tuần tra tại vùng biển phía Bắc. Trước khi Hải đội 7 được cho chuyển sang Địa Trung Hải vào năm 1940 đối phó với mối đe dọa của Hạm đội Ý, Diomede được điều sang Hải đội Tuần dương 8 để hoạt động tại America and West Indies Station trong nhiệm vụ tuần tra và bảo vệ tàu bè. Vào ngày 8 tháng 12 năm 1940 nó săn đuổi chiếc tàu Đức Idarwald thoát đi từ Tampico, México. Trước khi bị chiếm giữ, thủy thủ đoàn của chiếc tàu hàng Đức đã đốt tàu và tự đánh đắm ngoài khơi Cabo Corrientes, Cuba. Tàu khu trục Mỹ USS Sturtevant đã chứng kiến diễn biến của sự việc.
Vào đầu năm 1942 Diomede gia nhập Hải đội Tuần dương 9 trong thành phần South Atlantic and West African Squadron. Sau hơn một thập niên hoạt động, người ta quyết định rút nó khỏi hoạt động thường trực; và từ ngày 22 tháng 7 năm 1942 đến ngày 24 tháng 9 năm 1943, tại xưởng tàu Rosyth, nó được cải biến thành một tàu huấn luyện. Khi chiến tranh kết thúc, nó được đưa về lực lượng dự bị; vào ngày 5 tháng 4 năm 1946 nó được bán cho hãng Arnott Young tại Dalmuir để tháo dỡ, và công việc này được bắt đầu vào ngày 5 tháng 5.